# (4046) Swain
(4046) Swain est un astéroïde de la ceinture principale.

## Description
(4046) Swain est un astéroïde de la ceinture principale. Il fut découvert le 7 octobre 1953 à Brooklyn par Indiana University. Il présente une orbite caractérisée par un demi-grand axe de 2,64 UA, une excentricité de 0,07 et une inclinaison de 7,8° par rapport à l'écliptique.